# Ernest Pérochon
Œuvres principales
- Nêne
- Les Hommes frénétiques
- Les Creux de maisons
- Les Gardiennes

Ernest Pérochon, né le 24 février 1885 à Courlay et mort le 10 février 1942 à Niort, est un écrivain français. 
Il obtient le prix Goncourt 1920 pour Nêne et est l'auteur de Les Gardiennes (1924), roman adapté au cinéma par Xavier Beauvois en 2017.
D'abord instituteur, il quitte l'enseignement pour l'écriture en 1921. Pendant sa carrière d'écrivain, il publie des poèmes, des romans (allant du réalisme à la science-fiction), ainsi que des ouvrages de littérature d'enfance et de jeunesse.

## Biographie

### Enfance et adolescence
Il naît à Courlay, dans les Deux-Sèvres, à la ferme du Tyran. C'est le Bocage bressuirais, un pays de petites parcelles de terre médiocre, entourées de haies vives (les palisses) et reliées par des chemins creux.  Les parents de Pérochon, petits propriétaires, y exploitent une borderie.
Il fréquente dans son enfance l'école publique de La Tour-Nivelle, actuellement musée-école.
Il est protestant, ou plus exactement de culture protestante, car ses deux parents sont protestants. Les Pérochon sont originaires de Saint-Jouin-de Milly près de Moncoutant, secteur très protestant. Courlay est dans une région particulière puisqu'on y côtoie aussi des catholiques, dont la religion est fortement marquée par les souvenirs de la Guerre de Vendée,  et des dissidents, dits de la « Petite Église », mouvement religieux qui a refusé le concordat de 1801 signé entre Napoléon et le pape Pie VII. 
Ernest Pérochon ne semble pas avoir été lui-même très religieux, en accord pour cela avec sa formation d'instituteur public. Il parle d'ailleurs parfois de sa « soutane rouge ». 
Il restera cependant très attaché à sa région d'origine et aux valeurs familiales. Il relate dans ses récits son amour des humbles, « les cherche-pain », dans son Bocage natal du début du XXe siècle (Les Creux de maisons).
En 1897, il devient élève à l'école primaire supérieure de Bressuire.

### Instituteur
En 1900 et jusqu'en 1903, élève à l'École normale de Parthenay, premier de sa promotion, il renonce au concours d'entrée à Saint-Cloud, car il a deux jeunes frères qui veulent entrer comme lui à l'Ecole Normale. 
Il est nommé, en 1903, instituteur adjoint à Courlay. Enfin en 1904, il devient enseignant à l'École primaire supérieure annexe au collège de Parthenay. Il fait son service militaire au 114e RI (Parthenay) en 1905 et se marie en 1907 avec Vanda Houmeau (1881-1970), institutrice. Il déménage à Saint-Paul-en-Gâtine où ils enseignent tous les deux. Son unique enfant, Simone (1908-1997), naît en 1908, date à laquelle il est également publié chez Clouzot à Niort. En 1909, il est publié une seconde fois, puis son premier roman Les Creux de maisons paraît sous forme de feuilleton dans L'Humanité en 1912 où il évoque les « cherche pain ». 
En 1914, il est nommé instituteur à Vouillé, près de Niort.

### D'août 1914 à février 1942: guerres et succès littéraires
Mobilisé, il est vaguemestre sur le front de Lorraine. Il fait une crise cardiaque sur le front près d'un camarade tué par un obus. Après une hospitalisation à Parthenay, il passe en service auxiliaire puis redevient instituteur à Vouillé dès 1915. Cette incapacité est due à une insuffisance cardiaque qui sera plus tard la cause de sa mort. 
En 1920, son roman Nêne, paru chez Clouzot, est couronné du Goncourt. En 1921, il décide de quitter l'enseignement et s'installe à Niort. 
Le 6 novembre 1932, il reçoit la Légion d'Honneur. À cette occasion, il offre à chaque invité un exemplaire des Hommes frénétiques. 
En 1940, il refuse de contribuer à  La Gerbe, journal collaborationniste de Vichy, ainsi qu'à la radio du Régime et à faire une tournée de conférence en Allemagne. Deux de ses romans sont interdits, dont L'Ombre des Ailes, où apparaît un Anglais sympathique. Il est menacé par le préfet vichyste et surveillé par la Gestapo et dissimule son angoisse à sa famille. Il décède le 10 février 1942 d'une crise cardiaque quelques jours avant ses 57 ans. Des obsèques officielles sont interdites, mais des écoliers venus clandestinement avec leur institutrice fleurissent sa tombe, avant l’arrivee de la Gestapo.

## Famille
En 1935, sa fille épouse Delphin Debenest. Soldat de 1940, cet agent de renseignements dans la Résistance franco-belge est arrêté par la Gestapo et déporté à Buchenwald, puis au Kommando de Holzen d'où il réussit à s'évader. Au procès de Nuremberg, cet homme siège en qualité de procureur adjoint. Il est magistrat à Niort et à Poitiers.

## Hommages posthumes
Le 31 mars 1985, une commémoration a lieu à l’école publique de la Tour Nivelle, lieu-dit de Courlay, pour le centenaire de la naissance d’Ernest Pérochon. Les personnalités sont nombreuses ainsi que le public. Sous le haut patronage du ministre de l’Éducation nationale et de la culture, de nombreux discours sont prononcés dont l'un par M. Le Blond-Zola, petit-fils d'Émile Zola. Pour cette occasion, est reconstituée une classe du temps de Pérochon, à la Tour Nivelle, là où Ernest Pérochon fut écolier, puis instituteur. Ce lieu se visite désormais.
Cet événement marque l’ouverture de l’année Pérochon qui est célébrée par de nombreuses manifestations culturelles dans les Deux-Sèvres, des spectacles et expositions ayant trait aux œuvres de l’écrivain dont Les Hommes frénétiques, Les Creux de maison, Les Gardiennes.
Plusieurs établissements scolaires portent son nom : le lycée de Parthenay, un groupe scolaire à Niort, à Poitiers et à Cerizay. La bibliothèque municipale d'Échiré et plusieurs rues dans le département des Deux-Sèvres perpétuent le souvenir de cet écrivain.
En 2013, la maison qu'occupait l'écrivain à Niort devient la Villa Pérochon, centre d'art contemporain photographique. 
Le 24 octobre 2018, une thèse en Histoire contemporaine intitulée Ernest Pérochon, une biographie littéraire (1885 à nos jours) est soutenue par Laëtitia Rondet sous la direction de Jérôme Grévy (Criham, Université de Poitiers),,.

## Œuvres

### Romans
- Les Creux de maisons (1912-1913, en feuilleton dans L'Humanité ; publication en volume en 1929)
- Les Hommes frénétiques (1925), réédition chez Marabout Science-Fiction, no 388, 1971
- Nêne (1920) - Prix Goncourt
- Le Chemin de plaine (1920)
- La Parcelle 32 (1922)
- Les Ombres (1923)
- Les Gardiennes (1924)
- Bernard l’Ours et la Torpédo-camionnette (1927)
- Le Crime étrange de Lise Balzan (1929)
- Le Feu souterrain (1929)
- Marie-Rose Méchain (1931)
- Les Fils Madagascar (1932)
- L'Eau courante (1932)
- Barberine des Genêts (1933)
- Les Endiablés (1934)
- Milon (1936)
- Babette et ses frères (1939)
- Le Chanteur de Villanelles (1943), publication posthume
- Au cri du chouan (1976), publication posthume réunissant les romans Les Endiablés et Barberine des Genêts

### Nouvelles
- Conte de la fille qui aurait voulu être un garçon, nouvelle inédite (1925)
- Guerre moderne (1925)
- Huit gouttes d’opium : contes, pour dormir à la veillée (1925), recueil de 8 textes
- Sur la pointe des pieds (1925)
- Conte du chevalier fol qui voulait faire le bonheur d'autrui, nouvelle inédite (1926)
- Le Retour à la terre (1928)

### Poésie
- Chansons alternées (1908)
- Flûtes et Bourdons (1909)

### Essais
- L'Instituteur (1927)

### Littérature d'enfance et de jeunesse
Certains de ces livres sont illustrés par Raylambert.
- Contes des cent un matins (1930)
- Le Livre des quatre saisons (1930)
- Au point du jour (1930)
- Les Yeux clairs (1934)
- À l'ombre des ailes (1935)
- Tap-Tap et Bilili (1938)
- Nicolas et Nicolette au Bois charmant (1938)

## Adaptation cinématographique
- 2017 : Les Gardiennes, film français réalisé par Xavier Beauvois, adaptation qui s'inspire assez fidèlement du roman Les Gardiennes publié en 1924, avec Nathalie Baye. L'action y est cependant située dans la campagne proche du Dorat.